# Modelo HELIOS
El Modelo HELIOS (Hybrid Evaluation of Lifecycle and Impact of Outstanding Science) en español: Evaluación híbrida del ciclo de vida y el impacto de una tecnología, es un marco integral diseñado para evaluar la madurez de tecnologías emergentes integrando múltiples indicadores clave. El modelo combina datos de inversión en I+D, publicaciones científicas, patentes, niveles de adopción y marcos regulatorios para posicionar cada tecnología en su fase de ciclo de vida.

## Descripción general
HELIOS  proporciona un índice compuesto que refleja simultáneamente el estado del desarrollo científico (impacto de la investigación) y el avance tecnológico (difusión e inversión) de una tecnología. Este enfoque híbrido se inspira en marcos consolidados como el Nivel de preparación tecnológica (TRL) de la NASA y las categorías de adopción de Rogers, que vinculan la evolución tecnológica con la aceptación del usuario. 
En HELIOS, cada variable indica un aspecto complementario de madurez: por ejemplo, un crecimiento sostenido en inversión y publicaciones suele preceder a fases de expansión tecnológica, mientras que un entorno regulatorio elaborado apunta a una tecnología más consolidada.

## Formulación matemática
Para cuantificar el nivel de madurez, definimos variables normalizadas  (inversión, publicaciones, patentes, adopción, regulación) en el rango [0,1]. Cada variable se obtiene midiendo el dato empírico y aplicando una normalización adecuada (por ejemplo, dividiendo por un valor máximo histórico o meta). Entonces el índice HELIOS se computa como una media ponderada de estas variables.
El índice HELIOS por tanto se calcula como un promedio ponderado estas cinco variables normalizadas ( I, P, Pt, A, R ) escaladas al rango [0,1]:
{\displaystyle {\text{HELIOS}}=w_{I}I+w_{P}P+w_{Pt}Pt+w_{A}A+w_{R}R}
Donde los pesos suman 1. Una distribución de pesos típica podría ser:
- Inversión ( w I ): 0,25
- Publicaciones ( w P ): 0,25
- Patentes ( w Pt ): 0,20
- Adopción ( w A ): 0,25
- Regulación ( w R ): 0,05

El valor HELIOS resultante varía de 0 (tecnología en etapa muy temprana) a 1 (alta madurez).

## Criterios de puntuación y normalización
HELIOS es un valor entre 0 (tecnología en fase muy incipiente) y 1 (madurez elevada). Este índice compuesto permite comparar tecnologías y evaluar su posición en el ciclo de vida: valores intermedios sugieren una fase de crecimiento, mientras valores cercanos a 1 indican cercanía a la saturación del mercado.
Cada variable clave se mide utilizando criterios y escalas estandarizados:

### Inversión (I+D)
Se mide el monto anual invertido (público + privado) en la tecnología (en USD). Se normaliza dividiendo por el mayor nivel registrado o meta sectorial (por ejemplo, un billón USD). Un rango típico de puntaje puede ser: 0 (casi 0 inversión), 0.2 (inversión baja), 0.5 (inversión moderada), 1.0 (inversión muy alta).
- 0: Inversión mínima
- 0.2: Baja inversión
- 0.5: Inversión moderada
- 1.0: Inversión muy alta

### Publicaciones científicas
Número de artículos académicos en la disciplina relacionada por año. Se normaliza tomando el valor observado vs. un máximo histórico. Por ejemplo, se puede establecer 0–1 según: 0–10 art (0–0.2), 11–50 (0.2–0.5), 51–200 (0.5–0.8), >200 (0.8–1.0). Un crecimiento exponencial de la bibliografía suele indicar fase de desarrollo rápido:
- 0–10 artículos: 0–0,2
- 11–50 artículos: 0,2–0,5
- 51–200 artículos: 0,5–0,8
- >200 artículos: 0,8–1,0

### Patentes
Número de familias de patentes publicadas anualmente en ese campo. Se normaliza similar a publicaciones. Criterios: 0–50 patentes (0–0.3), 51–200 (0.3–0.6), 201–500 (0.6–0.9), >500 (0.9–1.0). Por ejemplo, recientes análisis muestran miles de nuevas patentes de computación cuántica por año[4], lo que situaría a esa tecnología en puntajes altos para este indicador
Normalización similar a la de las publicaciones: 
- 0–50 patentes: 0–0,3
- 51–200 patentes: 0,3–0,6
- 201–500 patentes: 0,6–0,9
- >500 patentes: 0,9–1,0

### Adopción
Grado de implementación o uso de la tecnología (por ejemplo, porcentaje de mercado o número de usuarios/pilotos). Se puede estimar como la penetración en el mercado objetivo. Un posible criterio: <1 % (score ~0), 1–10 % (0.1–0.3), 10–50 % (0.3–0.7), >50 % (0.7–1.0). La adopción real suele seguir una curva en S (difusión de innovaciones), por lo que valores bajos implican fase inicial.
- <1%: ~0
- 1–10%: 0,1–0,3
- 10–50%: 0,3–0,7
- >50%: 0,7–1,0

### Regulación
Nivel de madurez del marco legal/estándares. Se asigna en base cualitativa al porcentaje de aspectos regulados (0 = sin regulación; 0.5 = regulaciones parciales; 1.0 = regulación completa y armonizada). Por ejemplo, la presencia de guías o leyes específicas (como controles de exportación) puede valer 0.5–0.8, mientras la ausencia de regulación específica sería 0.0–0.2.
- 0: Sin regulación
- 0.5: Regulaciones parciales
- 1.0: Regulación completa y armonizada

## Representación visual
El estado actual de las cinco variables puede representarse gráficamente mediante un gráfico de radar, donde cada dimensión (inversión, publicaciones, patentes, adopción, regulación) se mide de 0 a 1. La superficie resultante refleja el perfil de madurez tecnológica. Además, la función sigmoidea típica (curva S) ilustra la trayectoria general de madurez: su pendiente máxima indica el punto de inflexión (fase de rápido crecimiento) y el nivel de saturación final marca la madurez completa.

## Variables y puntuación
| Variable          | Métrico                           | Normalización     | Peso típico |
| ----------------- | --------------------------------- | ----------------- | ----------- |
| Inversión (I)     | Gasto anual en I & D (USD)        | I/I máx.          | 0,25        |
| Publicaciones (P) | Artículos por año                 | P/P máx.          | 0,25        |
| Patentes (Pt)     | Familias de patentes por año      | Pt/Pt máx         | 0,20        |
| Adopción (A)      | % penetración de mercado          | escala escalonada | 0,25        |
| Reglamento (R)    | Calidad de los estándares legales | escala escalonada | 0.05        |

## Ejemplo práctico: computación cuántica
Para ilustrar HELIOS, consideremos la computación cuántica con datos recientes:
- Inversión (I = 0,8) : El sector ha atraído miles de millones de dólares y McKinsey & Company estima que el mercado cuántico global podría alcanzar los 100.000 millones de dólares en diez años. [4]
- Publicaciones (P ≈ 0,9) : El campo ha crecido exponencialmente con el aumento de la producción bibliográfica.
- Patentes (Pt ≈ 0,8) : Los informes muestran miles de nuevas familias anualmente (por ejemplo, 3795 en 2023 frente a 1899 en 2020). [5]
- Adopción (A = 0,3) : La adopción comercial sigue siendo modesta, principalmente prototipos y servicios en la nube.
- Regulación (R ≈ 0,4) : Marco regulatorio emergente, incluidos los controles de exportación de EE. UU. implementados en 2024. [6]

Usando los pesos sugeridos:
{\displaystyle {\text{HELIOS}}=0.25(0.8)+0.25(0.9)+0.20(0.8)+0.25(0.3)+0.05(0.4)\approx 0.65}
Un valor de ~0,65 indica una etapa temprana de crecimiento, en consonancia con una rápida expansión de patentes e inversión, pero con una adopción limitada. Esto sugiere que la computación cuántica aún está lejos de la saturación, y la pendiente creciente de la curva S indica que el punto de inflexión de la adopción masiva podría estar acercándose.

## Aplicaciones e interpretación
Los valores de HELIOS cercanos a 0,5-0,7 corresponden a tecnologías en fase de desarrollo o adopción temprana, mientras que los índices cercanos a 1 indican madurez o estancamiento. El modelo permite:
- Análisis comparativo entre diferentes tecnologías
- Evaluación de la trayectoria tecnológica y el posicionamiento del ciclo de vida
- Toma de decisiones estratégicas para la inversión y la política de I+D
- Previsión y planificación tecnológica